# نصل مسنن

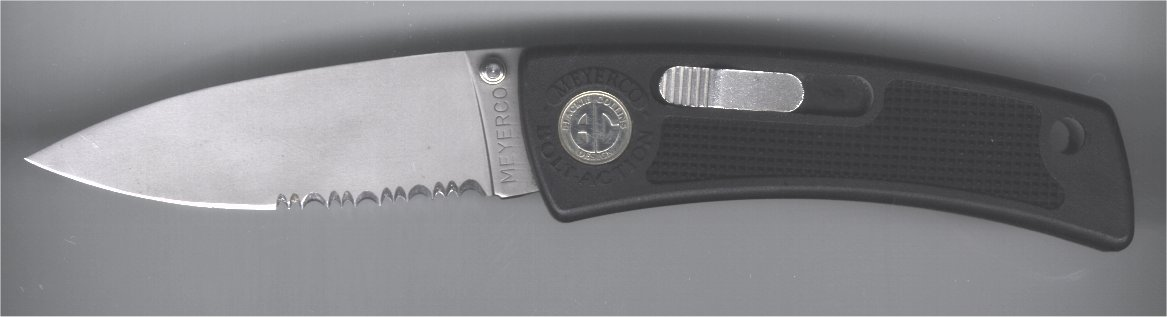
سكينة طلقة مييركو المصممة من قبل بلاكي كولنز بنصل مسنن.

النصل المُسَنّن أو الشفرة المُسنّنة هي نوع من أنواع الشفرات المستعملة على المناشير وبعض السكاكين والمقصات. وتُعرف أيضاً باسم شفرة سن المنشار. النصل المسنن يحتوي على حواف قاطعة، بتقليل مساحة التلامس مقارنةً بالنصل الناعم العادي، فيكون الضغط على كل نقطة من نقاط التلامس أكبر نسبياً من النقاط غير المتواجدة على زوايا أكثر حدّة.